# Chrystynivský rajón
Chrystynivský rajón (ukrajinsky Христинівський район) byl rajón v Čerkaské oblasti na Ukrajině. Hlavním městem byla Chrystynivka a rajón měl přibližně 34 tisíc obyvatel. 

## Sídla v rajónu
- Chrystynivka
- Verchňanka